# 2008年夏季殘疾人奧林匹克運動會瑞士代表團
2008年夏季殘疾人奧林匹克運動會瑞士代表團於2008年9月6日至17日參加在中國北京舉行的第13屆殘疾人奧運會。
瑞士在本屆殘奧會將派出26名運動員出戰包括田徑、射箭、單車、射擊、游泳、輪椅網球等合共六個項目。

## 獎牌榜
| 奖牌 | 运动员        | 项目     | 赛事                 |
| ---- | ------------- | -------- | -------------------- |
| 金牌 | 海因茨·弗赖   | 公路單車 | 男子个人公路赛HCB級  |
| 金牌 | 海因茨·弗赖   | 公路單車 | 男子个人计时赛HCB級  |
| 金牌 | 埃迪特·洪克勒 | 田径     | 女子马拉松T54級      |
| 銀牌 | 贝亚特·伯施   | 田径     | 男子100米T52級       |
| 銀牌 | 贝亚特·伯施   | 田径     | 男子200米T52級       |
| 銅牌 | 乌尔斯·科利   | 田径     | 男子五项全能P44级    |
| 銅牌 | 菲利普·奥尔内 | 射箭     | 男子个人复合弓公开級 |
| 銅牌 | 皮娅·施密德   | 田径     | 女子200米T52級       |
| 銅牌 | 曼努埃拉·沙尔 | 田径     | 女子200米T54級       |
| 銅牌 | 埃迪特·洪克勒 | 田径     | 女子1500米T54級      |
| 銅牌 | 桑德拉·格拉夫 | 田径     | 女子马拉松T54級      |

## 參賽項目
田徑、射箭、硬地滾球、單車、馬術、盲人門球、盲人柔道、舉重